# エドウィン・チャピン・スタークス
エドウィン・チャピン・スタークス（Edwin Chapin Starks、1867年1月25日 - 1932年12月29日）は、アメリカ合衆国の魚類学者。主としてスタンフォード大学で研究を行い、特に魚類の骨学の分野の権威として知られる。また、分類に関する論文も多く、1895年から1900年代初頭にかけてのピュージェット湾の魚類研究も有名である。
日本産のアイナメもD. S. ジョーダンと共著で記載するなどしている。

## 経歴
1867年1月25日、ウィスコンシン州のバラブーで生まれた。シカゴで学業を修め商業関係の仕事に就いたが、自然史、特に魚類に強い興味を持ち、当時の米国で有名な魚類学者であったセオドア・ギル博士やデイビッド・スター・ジョーダン博士らと連絡を取り合うようになった。博士らは彼に専門的に魚類研究をするよう奨めたため、1893年の秋、魚類学者になるという明確かつ確固たる意思をもって26歳でスタンフォード大学に入学した。彼は、C. H. ギルバート教授とD. S. ジョーダン教授の指導下の学生グループの中ですぐに頭角を現し、研究者として急速に成長していった。
入学後1年余りの1894年冬にはジョーダンのメキシコ・マサトランへの資料収集遠征に同行し、翌1895年にはパナマへのホプキンス遠征隊の一員に加わるとともに、同年7月に行われたピュージェット湾における初の本格的なドレッジ調査にも参加した。2週間をかけたこのドレッジ調査は、主として無脊椎動物の採取のために計画されたものであったが、ドレッジに入った魚のほか、磯溜まりや砂浜での地引網でも魚類を採集し、その結果はジョーダンとの共著で同年中に「The fishes of Puget Sound（ピュージェット湾の魚類）」の標題でカリフォルニア科学アカデミーの紀要に発表された。

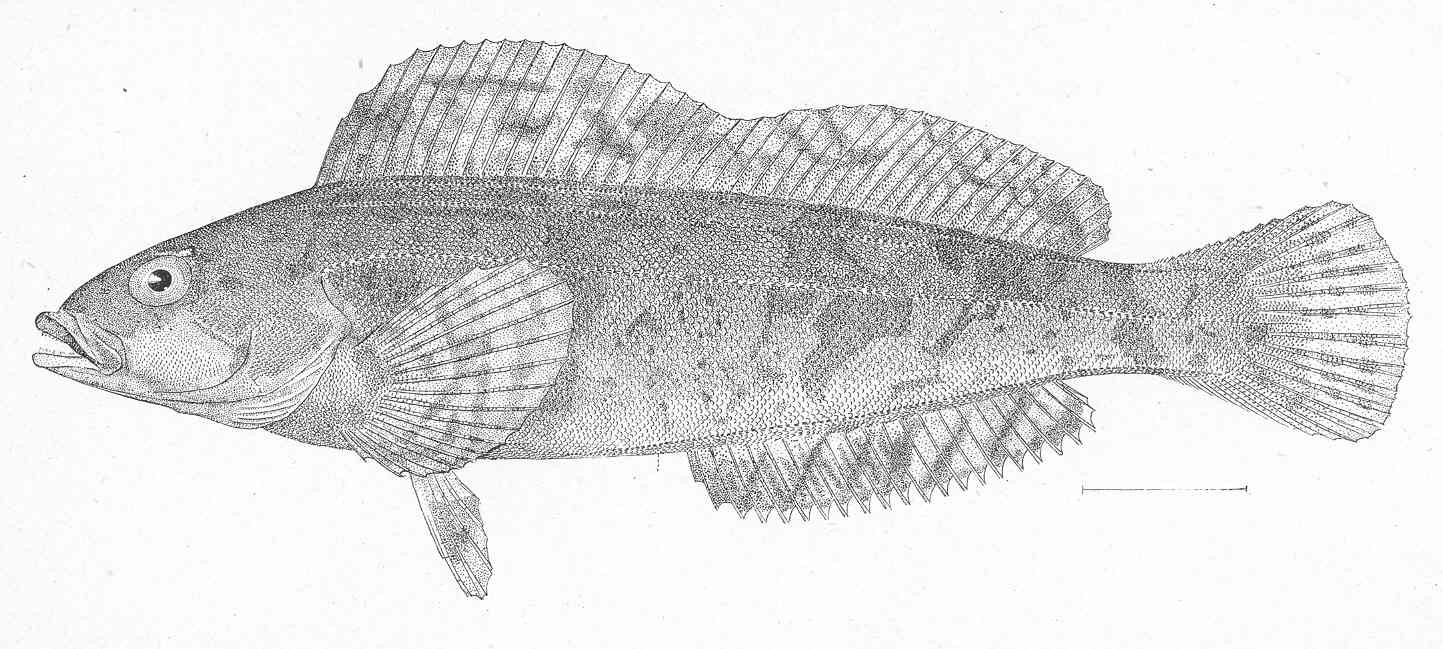
アイナメのタイプ標本の図。
Jordan & Starks (1895: 第77図版) より。

この論文中では日本産のアイナメ Hexagrammos otakii Jordan & Starks, 1895もジョーダンとスタークスの連名で新種記載しているが、これはアイナメがピージェット湾で採れたわけではなく、ピュージェット湾で多数採れるエゾアイナメ Hexagrammos stelleri を調べる過程で、それまで同種とされていた日本産のアイナメも比較研究した結果、日本産のアイナメは別種であることが判明したため、この論文内で新種として記載したものである。このとき新種記載に用いられた日本産のアイナメのタイプ標本は、1年前にスタンフォード大学を卒業して帰日していたジョーダンの教え子でありスタークスの学友に当たる大瀧圭之介が東京市内で購入して送ったもので、大瀧の名を記念してアイナメの学名を otakii （大瀧の- ）とした。
1897年から1899年までは合衆国魚類野生生物局でクリントン・ハート・メリアムのアシスタントとして働き、その後1899年から1901年まで2年間はワシントン大学のバーク自然史文化博物館のキュレーターおよび同学の動物学のアシスタント・プロフェッサーを務めた。 1901年にキュレーターとして再びスタンフォード大学に戻り、1927年に助教授となって以後は1932年に名誉教授になるまで務めた。 
長い研究者生活のなかで、1899年のアラスカ遠征（Harriman Alaska expedition）や1911年の同学のブラジル遠征などにも参加した。また欧州各地の博物館やナポリのアントン・ドーン動物学研究所での調査研究のために2回渡欧したが、これらの旅は人脈を広げることとヨーロッパの標本コレクションについての知見を広げるのに大いに役立った。
彼の著作論文は80編を超えるが、その3分の1近くが魚類の骨学に関するもので、彼はこの分野で傑出した権威となった。他の論文は主に魚類の系統分類や生物地理に関する内容となっている。

## 人物

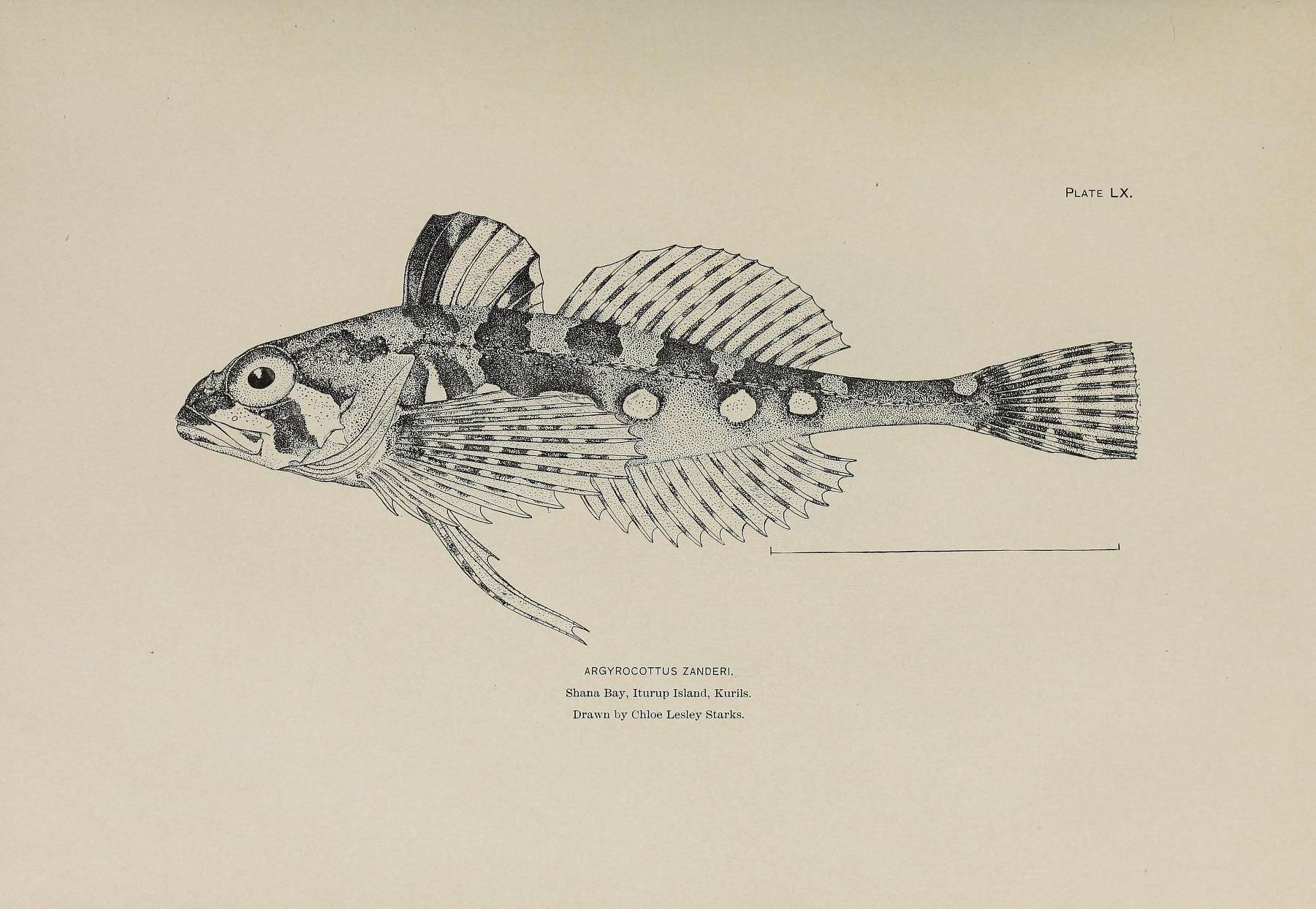
妻クロエによるイトヒキカジカ （択捉島紗那湾産）の図
（スタークス記載の種ではない）

研究者としてだけではなく、教師としての才にも恵まれた人物で、学生たちに対しては愛と寛容と忍耐をもって接し、またユーモアのセンスもあったため、学生たちから深く親愛され、研究に対する情熱も伝わった。また学生のみならず、彼を知る同僚からの評価も常に高かった。性格は控えめで名声を追うようなタイプではなかったが、彼の家へ行けばいつも寛大にもてなしてくれるため、彼の周りには小さいながらも極めて献身的なファンの集まりができた。
好奇心が旺盛で、文学や冒険旅行などにも強い関心があり、それらに関する多くの蔵書をもっていた。自身でも3巻の旅行回想録を著している。
妻のクロエ・レスリー・スタークス（Chloe Lesley Starks 1866 - 1952)は画家で、1900年からスタンフォード大学の准教授としてグラフィックアートを教え、 1932年に名誉准教授として退任した。クロエが描く風景画や静物画は非常に叙情的な作品が多いが、一方で魚類学者らの論文用に緻密で科学的に正確な図も描いた。娘のドロシー・J・スタークス（Dr. Dorothy J. Starks）はスタンフォード大学医学部で博士号を取得し放射線医療の専門家になった。